# Presidentvalet i Zimbabwe 2013
Presidentvalet i Zimbabwe 2013 hölls den 31 juli 2013. Den sittande presidenten, Robert Mugabe, återvaldes och hans parti Zanu-PF fick enligt de offentliga resultaten två tredjedels majoritet i underhuset. 

## Kandidater

### Presidentkandidater
- Robert Mugabe, ZANU-PF[2]
- Welshman Ncube, MDC-N[3]
- Morgan Tsvangirai, MDC-T[4]
- Dumiso Dabengwa, ZAPU[5]
- Kisinoti Mukwazhe (also spelt Kisnot Mukwazhi), ZDP.[6] Candidacy later withdrawn.[7][8]

## Reaktioner

### Utrikes
- Storbritannien - William Hague uttryckte stor oro och menade att det finns allvarliga frågetecken kring valets valets trovärdighet, både på grund av det som skedde innan valet och hur själva valet gick till[9]